# マメッド・ハリドヴ

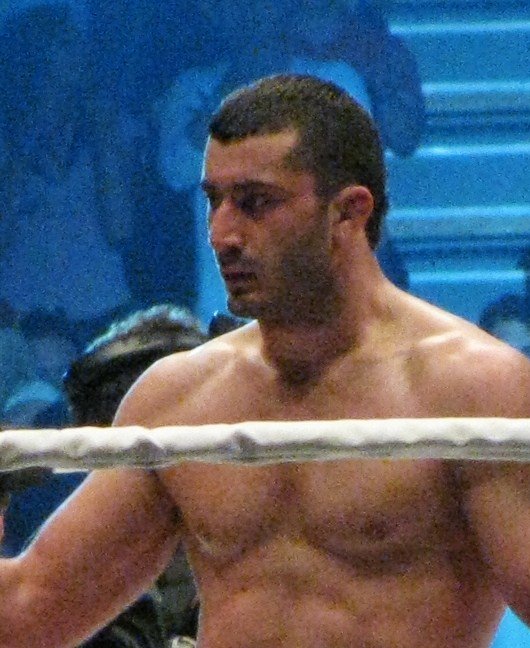
リング上のハリドヴ

マメッド・ハリドヴ（Mamed Khalidov、1980年7月17日 - ）は、ポーランドの男性総合格闘家。ロシア・チェチェン共和国グロズヌイ出身。TEAM KSW/MMAオルシュテイン所属。元KSWミドル級王者。元KSWライトヘビー級王者。

## 来歴
松濤館流空手とレスリングを経験。第一次チェチェン紛争の余波を受ける形で、17歳のときに家族の勧めでポーランドへ留学した。
2004年5月18日、プロ総合格闘技デビュー。
2006年、ADCC 2007ポーランド予選に出場し、88kg未満級で優勝。
2008年10月10日、ShoXCでジェイソン・グイダと対戦し、スタンドパンチ連打でTKO勝ち。
2009年5月15日、KSWライトヘビー級（95kg）王座決定戦でダニエル・アカーシオと対戦し、KO勝ちを収め王座獲得に成功した。
2009年11月7日、戦極（SRC）初参戦となった戦極 〜第十一陣〜でジョルジ・サンチアゴと対戦し、グラウンドで下の状態から鉄槌を放ち、上になっているサンチアゴに当てて効かせると、ダメージから亀の状態になったサンチアゴに上からパウンドを打ってTKO勝ち。
2010年3月7日、SRC12のSRCミドル級（83kg）チャンピオンシップでジョルジ・サンチアゴと再戦し、0-3の判定負けを喫し王座獲得に失敗した。
2010年5月7日、KSW 13で行われたKSWライトヘビー級王座防衛戦で桜井隆多と対戦。グラウンドなどで劣勢に立たされ、スタンドでも主導権を握れず苦戦するも、判定ドローで初防衛に成功した。
2010年12月30日、戦極 Soul of Fightで佐々木有生と対戦し、パウンドでTKO勝ちを収めた。
2012年6月、UFCからファイトマネー2万ドル＋勝利ボーナス2万ドルで4試合契約のオファーを受けるも、KSWの1試合3万ドル＋スポンサー料の契約に比べ低いことから挑戦を断念した。
2013年6月8日、KSW 23でメルヴィン・マヌーフと対戦。1Rにタックルからマヌーフを持ち上げて倒すと、立ち上がろうとするマヌーフの首を取りそのまま締め上げ、ギロチンチョークで一本勝ちを収めた。
2013年12月7日、KSW 25で桜井隆多と再戦し、三角絞めで一本勝ち。
2015年、ポーランドの市民権を取得。
2015年11月28日、KSW 33でKSWミドル級王者ミハウ・マテラに挑戦し、試合開始31秒でKO勝ち。王座獲得に成功した。
2017年5月27日、KSW 39でKSWウェルター級王者ボリス・マニコフスキと王者対決を82kg契約で行い、判定勝ち。
2018年3月3日、KSW 42でKSWライトヘビー級王者トマス・ナルクンと王者対決を93kg契約で行い、2度に渡りダウンを奪うなど優勢に試合を進めていたが、最終3Rに三角絞めで逆転一本負け。
2018年12月1日、KSW 46でKSWライトヘビー級王者トマス・ナルクンと92kg契約で再戦し、判定負け。
2019年6月12日、ヴァルミア＝マズールィ県で盗難車の違法輸入容疑で逮捕された。
2019年12月7日、KSW 52でKSWミドル級王者スコット・アスカムと84.8kg契約で対戦し、判定負け。
2020年10月10日、KSW 55でKSWミドル級王者スコット・アスカムに挑戦し、2段蹴りでダウンを奪いパウンドでKO勝ち。王座獲得に成功した。

## 戦績
| 総合格闘技 戦績 | 総合格闘技 戦績 | 総合格闘技 戦績 | 総合格闘技 戦績 | 総合格闘技 戦績 | 総合格闘技 戦績 | 総合格闘技 戦績 |
| --------------- | --------------- | --------------- | --------------- | --------------- | --------------- | --------------- |
| 45 試合         | (T)KO           | 一本            | 判定            | その他          | 引き分け        | 無効試合        |
| 35 勝           | 15              | 16              | 4               | 0               | 2               | 0               |
| 8 敗            | 2               | 3               | 3               | 0               | 2               | 0               |

| 勝敗 | 対戦相手                           | 試合結果                            | 大会名                                                      | 開催年月日     |
| ×    | ロベルト・ソルディッチ             | 2R 3:40 KO（左フック→パウンド）     | KSW 65: Khalidov vs. Soldić 【KSWミドル級タイトルマッチ】   | 2021年12月18日 |
| ○    | スコット・アスカム                 | 1R 0:36 KO（2段蹴り→パウンド）      | KSW 55: Askham vs. Khalidov 2 【KSWミドル級タイトルマッチ】 | 2020年10月10日 |
| ×    | スコット・アスカム                 | 5分3R終了 判定0-3                   | KSW 52: Race                                                | 2019年12月7日  |
| ×    | トマス・ナルクン                   | 5分3R終了 判定0-3                   | KSW 46: Narkun vs. Khalidov 2                               | 2018年12月1日  |
| ×    | トマス・ナルクン                   | 3R 1:18 三角絞め                    | KSW 42: Khalidov vs. Narkun                                 | 2018年3月3日   |
| ○    | ボリス・マニコフスキ               | 5分3R終了 判定3-0                   | KSW 39: Colosseum                                           | 2017年5月27日  |
| ○    | ルーク・バーナット                 | 1R 0:21 KO（パンチ連打）            | ACB 54: Supersonic                                          | 2017年3月11日  |
| ○    | アジズ・カラオグル                 | 5分3R終了 判定3-0                   | KSW 35: Khalidov vs. Karaoglu 【KSWミドル級タイトルマッチ】 | 2016年5月27日  |
| ○    | ミハウ・マテルラ                   | 1R 0:31 KO（打撃）                  | KSW 33: Materla vs. Khalidov 【KSWミドル級タイトルマッチ】  | 2015年11月28日 |
| ○    | ブレット・クーパー                 | 5分3R終了 判定3-0                   | KSW 29: Reload                                              | 2014年12月6日  |
| ○    | マイケル・ファルカォン             | 1R 4:53 腕ひしぎ十字固め            | KSW 27: Cage Time                                           | 2014年5月17日  |
| ○    | 桜井隆多                           | 1R 2:03 三角絞め                    | KSW 25: Khalidov vs. Sakurai                                | 2013年12月7日  |
| ○    | メルヴィン・マヌーフ               | 1R 2:09 ギロチンチョーク            | KSW 23: Khalidov vs. Manhoef                                | 2013年6月8日   |
| ○    | ケンドール・グローブ               | 2R 1:31 アキレス腱固め              | KSW 21: Ultimate Explanation                                | 2012年12月1日  |
| ○    | ロドニー・ウォーラス               | 1R 1:55 KO（パンチ）                | KSW 20: Fighting Symphonies                                 | 2012年5月12日  |
| ○    | ジェシー・テイラー                 | 1R 1:46 膝十字固め                  | KSW 17: Revenge                                             | 2011年11月26日 |
| ○    | マット・リンドランド               | 1R 1:35 ギロチンチョーク            | KSW 16: Konfrontacja                                        | 2011年5月21日  |
| ○    | ジェームス・アーヴィン             | 1R 0:33 腕ひしぎ十字固め            | KSW 15: Konfrontacja                                        | 2011年3月19日  |
| ○    | 佐々木有生                         | 1R 2:22 TKO（パウンド）             | 戦極 Soul of Fight                                          | 2010年12月30日 |
| △    | 桜井隆多                           | 3R+延長R終了 判定ドロー             | KSW 13: Kumite 【KSWライトヘビー級タイトルマッチ】          | 2010年5月7日   |
| ×    | ジョルジ・サンチアゴ               | 5分5R終了 判定0-3                   | SRC12 【SRCミドル級チャンピオンシップ】                     | 2010年3月7日   |
| ○    | ジョルジ・サンチアゴ               | 1R 1:45 TKO（パウンド）             | 戦極 〜第十一陣〜                                           | 2009年11月7日  |
| ○    | ダニエル・アカーシオ               | 1R 1:10 KO（右アッパー→パウンド）   | KSW 11: Konfrontacja 【KSWライトヘビー級王座決定戦】        | 2009年5月15日  |
| ○    | ジェイソン・グイダ                 | 2R 4:53 TKO（スタンドパンチ連打）   | ShoXC: Elite Challenger Series                              | 2008年10月10日 |
| △    | ダニエル・タベラ                   | 3分3R終了 判定ドロー                | KSW: Extra                                                  | 2008年9月13日  |
| ○    | ワルダス・ポセヴィーチェス         | 1R 0:51 ギロチンチョーク            | KSW 9: Konfrontacja                                         | 2008年5月9日   |
| ○    | ピーター・オンドラス               | 2R 5:00 TKO（左手首負傷）           | KSW: Elimination 2                                          | 2008年3月29日  |
| ○    | デイブ・ダルグリーシュ             | 1R 1:53 腕ひしぎ十字固め            | KSW 8: Konfrontacja                                         | 2007年11月10日 |
| ○    | マルティン・ツァヴァダ             | 1R 4:22 アンクルホールド            | KSW: Elimination                                            | 2007年9月15日  |
| ○    | イゴール・ポクラヤッチ             | 2R 0:55 膝十字固め                  | Boxing Explosion 2                                          | 2007年8月2日   |
| ○    | アレクサンダー・ステファノヴィッチ | 1R 3:01 TKO（コーナーストップ）     | KSW 7: Konfrontacja                                         | 2007年6月2日   |
| ○    | トル・トロエン                     | 1R 4:47 三角絞め                    | FCP 3: Khalidov vs. Troeng 【FCPミドル級タイトルマッチ】    | 2007年2月25日  |
| ○    | マイケル・ガーニス                 | 3R 1:52 ギブアップ（パンチ連打）    | XCage: Extreme Cage 2                                       | 2006年11月19日 |
| ○    | ラシッド・マゴメドフ               | 1R 1:25 三角絞め                    | President's Cup: Muay Thai Tournament                       | 2006年9月2日   |
| ○    | ヤチェク・バクスト                 | 1R 4:52 KO（パウンド）              | FCP 2: Khalidov vs. Buczko 【FCPミドル級タイトルマッチ】    | 2006年4月8日   |
| ○    | アンジェイ・コセッキ               | 1R 2:53 三角絞め                    | XCage: Extreme Cage 1                                       | 2006年3月5日   |
| ○    | パウエル・クリス                   | 1R 1:40 TKO（パウンド）             | FCP 1: Khalidov vs. Krys                                    | 2005年1月15日  |
| ○    | アンドレ・レインダース             | 2R 4:01 KO（右ストレート→パウンド） | MMA Sport 3                                                 | 2005年10月15日 |
| ○    | ダニエリウス・ラザムス             | 1R 1:46 腕ひしぎ十字固め            | MMA Sport 3                                                 | 2005年10月15日 |
| ×    | ワルダス・ポセヴィーチェス         | 1R 3:15 チョークスリーパー          | Shooto Lithuania: Gladiators 2                              | 2005年9月22日  |
| ○    | アダム・スクーピエン               | 1R 0:05 KO（右ハイキック）          | MMA Sport 2: Olimp                                          | 2005年5月28日  |
| ○    | マレク・クライェフスキ             | 1R 1:53 膝十字固め                  | MMA Sport 1                                                 | 2005年3月18日  |
| ○    | パウエル・クリムキエヴィクツ       | 5分2R終了 判定3-0                   | Shidokan Poland Gala                                        | 2004年12月5日  |
| ×    | グラズヴィダス・スマイリス         | 1R 1:54 チョークスリーパー          | Shooto Lithuania: Gladiators                                | 2004年9月29日  |
| ×    | ネリウス・ヴァリケヴィーチェス     | 1R 4:49 TKO（パンチ連打）           | Shooto Lithuania: Bushido King                              | 2004年5月18日  |

## 獲得タイトル
- ADCC 2007ポーランド予選 88kg未満級 優勝（2006年）
- FCPミドル級王座（2006年）
- 初代KSWライトヘビー級王座（2009年）
- 第3代KSWミドル級王座（2015年）
- 第5代KSWミドル級王座（2020年）